# کانچللو ئه آرنونه
کانچللو ئه آرنونه (به ایتالیایی: Cancello ed Arnone) یک کومونه در ایتالیا است که در استان کسرتا واقع شده‌است. کانچللو ئه آرنونه ۴۹٫۲ کیلومتر مربع مساحت و ۵٬۳۷۱ نفر جمعیت دارد و ۸ متر بالاتر از سطح دریا واقع شده‌است.